# Pseudopanolis azusa
Pseudopanolis azusa là một loài bướm đêm trong họ Noctuidae.